# سرغومين

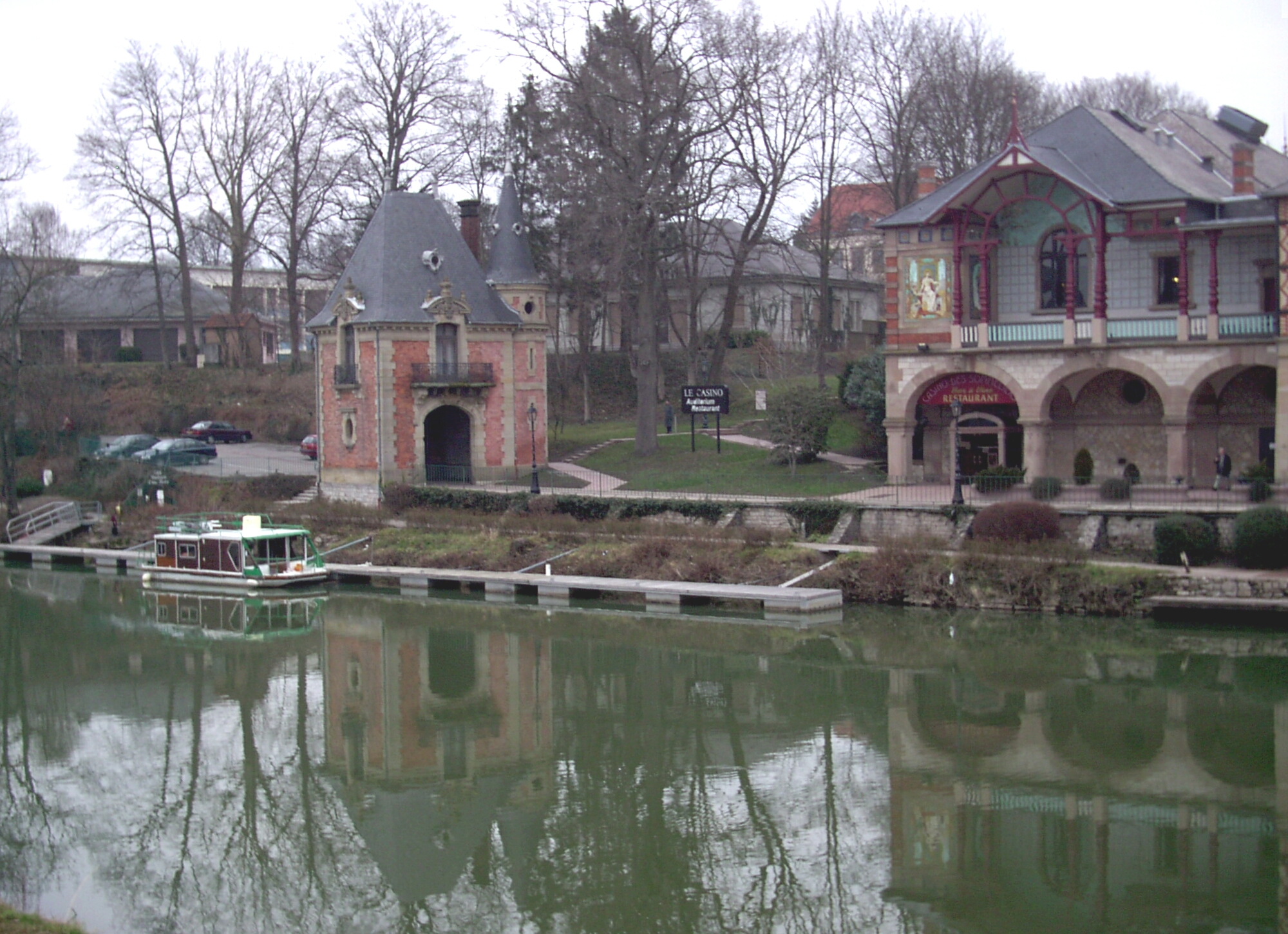
سرغومين

شعار سرغومين

سَرْغُومِين (بالفرنسية: Sarreguemines) هي مدينة تقع بشمال شرقي فرنسا، تعدّ 21.000 نسمة (2008).
مدينة سارغومين (Sarreguemines) الفرنسية، الواقعة في شمال شرق فرنسا بإقليم غراند إست (Grand Est) في دائرة الموزيل (Moselle)، تشتهر بالعديد من الجوانب الثقافية والتاريخية والصناعية، ومن أبرزها:
1. صناعة الفخار والسيراميك:
  - تُعد سارغومين مركزًا تاريخيًا لصناعة الفخار والسيراميك في فرنسا، حيث اشتهرت منذ القرن الثامن عشر بإنتاج السيراميك الفاخر. مصانع السيراميك في المدينة، مثل شركة "Sarreguemines Pottery"، أنتجت أواني وأدوات منزلية ذات تصاميم فنية مميزة، ولا تزال هذه الصناعة رمزًا للمدينة.
  - يوجد في المدينة متحف السيراميك (Musée de la Faïence)، الذي يعرض تاريخ هذه الصناعة ويضم مجموعات رائعة من الأعمال الفخارية.
2. موقعها الجغرافي والثقافي:
  - تقع سارغومين عند التقاء نهري السار (Saar) والبلي (Blies)، مما أكسبها اسمها الذي يعني "التقاء السار" باللهجة المحلية. هذا الموقع جعلها مركزًا تجاريًا وثقافيًا هامًا على الحدود مع ألمانيا.
  - المدينة تتميز بتاريخها الثقافي المزدوج (الفرنسي-الألماني)، حيث تأثرت بالثقافتين بسبب قربها من الحدود الألمانية، وتظهر هذه الثنائية في اللغة المحلية (الفرانكونية اللورانسية) والعمارة والتقاليد.
3. التراث التاريخي:
  - تضم المدينة العديد من المباني التاريخية والمواقع الثقافية، مثل قلعة سارغومين (Château de Sarreguemines) التي تعود للقرن الثامن عشر، والتي كانت مقرًا إداريًا في السابق.
  - كما تشتهر بحدائقها الجميلة، مثل حديقة البلدية (Jardin de la Faïence)، التي تعكس الجمال الطبيعي والفني للمدينة.
4. الصناعة والاقتصاد:
  - إلى جانب السيراميك، كانت سارغومين مركزًا لصناعات أخرى مثل التعدين والصناعات المرتبطة بنهر السار، الذي كان يستخدم للنقل والتجارة.
5. الجالية العربية والتنوع الثقافي:
  - المدينة تضم جالية عربية وإسلامية، مما يضيف إلى تنوعها الثقافي، وهي جزء من المنطقة التي تتميز بالتعددية الثقافية بسبب موقعها الحدودي.

## أعلام
- أنتوان فيرجيل شنيدر
- جان بابتيست بارث
- كونستانس سيبيل
- روبرت فيليب
- ريجيس هوزر